# San Isidro, Davao del Norte
San Isidro là một đô thị ở tỉnh Davao del Norte, Philippines.
Đô thị này được thành lập ngày 26/6/2004 sau khi phê chuẩn luật cộng hòa 9265. Đô thị này được lập từ 5 6 barangay của Asuncion, Davao del Norte và 7 đơn vị của Kapalong, Davao del Norte.

## Các đơn vị hành chính
San Isidro được chia thành 13 barangay.
- Dacudao
- Datu Balong
- Igangon
- Kipalili
- Libuton
- Linao
- Mamangan
- Monte Dujali
- Pinamuno
- Sabangan
- San Miguel
- Santo Niño
- Sawata